# HAPLN1
히알루론산 및 프로테오글리칸 연결 단백질 1(Hyaluronan and proteoglycan link protein 1)은 인간에서 HAPLN1 유전자에 의해 암호화되는 단백질이다.